# 고든 스콧

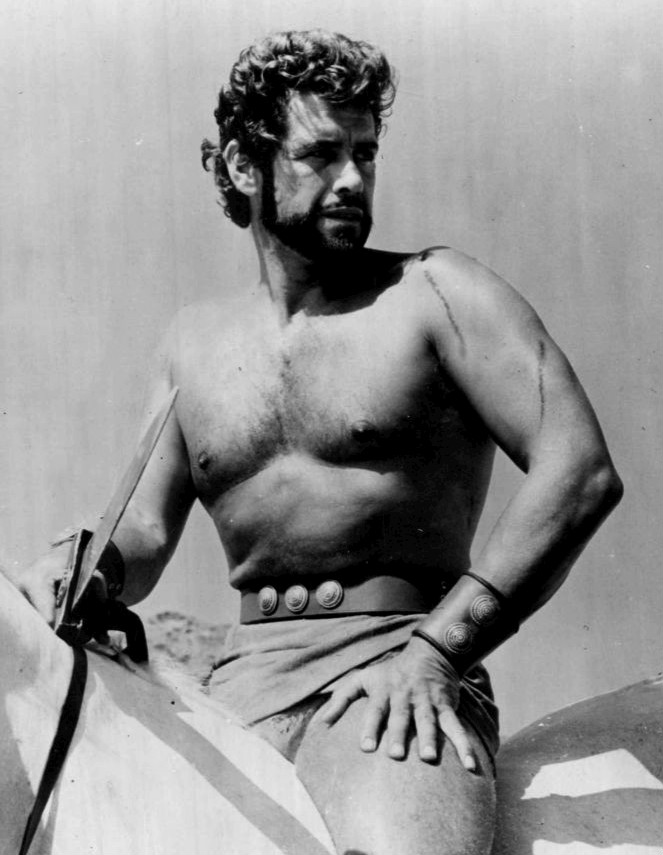

고든 스콧(Gordon Scott, 본명: Gordon Merrill Werschkul, 1926년 8월 3일 ~ 2007년 4월 30일)은 미국의 영화 및 텔레비전 배우이다. 타잔 영화 시리즈 중 5편의 영화에서 1955년부터 1960년 사이 가공인물 타잔으로 묘사된 것으로 알려져 있다.
포틀랜드 (오리건주)에서 태어났다. 여러 번의 심장 수술을 거친 뒤에 생긴 합병증으로 인해 80세의 나이로 사망했다.